# Vicência
Vicência este un oraș în Pernambuco (PE), Brazilia.